# Ptiloscola bipunctata
Ptiloscola bipunctata är en fjärilsart som beskrevs av Lemaire 1972. Ptiloscola bipunctata ingår i släktet Ptiloscola och familjen påfågelsspinnare. Inga underarter finns listade.